# Beginners
Beginners er en amerikansk romantisk komedie-dramafilm instrueret af Mike Mills. Filmen handler om Oliver (Ewan McGregor), en mand, der reflekterer over sin fars (Christopher Plummer) liv og død, mens han prøver at indlede et nyt romantisk forhold til en kvinde (Mélanie Laurent), der selv har problemer med sin far.
Beginners havde premiere på Toronto Film Festival, hvor Los Angeles Times kaldte den en "berusende, dybfølt film", med skuespillere der har "en stærk følelse af ansvar overfor deres modparter i den virkelige verden". Plummer vandt flere priser for sin rolle i filmen, inklusiv en Oscar for bedste mandlige birolle.

## Handling
Filmen er struktureret som en serie af flashbacks. Efter sin far Hals død, reflekterer Oliver over sit forhold til Hal, efter moderen Georgias død. Kort efter hendes død, sprang Hal ud for sin søn som homo. Hal finder en kæreste, Andy, og får en del bøssevenner. Hal bliver diagnosticeret med kræft. Derefter følger en periode, hvor Oliver hjælper med at pleje sin far.
Flere måneder efter Hals død, møder Oliver Anna, en fransk skuespillerinde, ved en fest, og de indleder et forhold. Olivers uløste følelser omkring sin fars død og hans forældres liv sammen, kombineret med Annas konfliktramte følelser omkring sin følelsesmæssigt ustabile far, forstyrrer i første omgang deres forhold. Sammen løser de problemerne, og bliver sammen som par.

## Medvirkende
- Ewan McGregor som Oliver
  - Keegan Boos som unge Oliver
- Christopher Plummer som Hal, Olivers far
- Mélanie Laurent som Anna.
- Goran Višnjić som Andy, Hals meget yngre elsker
- Kai Lennox som Elliot, Olivers bedste ven og kollega.
- Mary Page Keller som Georgia, Olivers mor
- China Shavers som Shauna, Olivers ven og kollega
- Lou Taylor Pucci som The Magician
- Cosmo som Arthur

## Modtagelse
Filmen modtog generelt positive anmeldelser. Rotten Tomatoes giver filmen en rating på 84% på baggrund af 139 anmeldelser. Roger Ebert fra Chicago Sun-Times gav filmen 3½ stjerne ud af 4 og sagde "Det er en håbefuld fabel med dyb optimisme og en munter stil.". Kim Skotte fra Politiken gav filmen 4 ud af 6 stjerner, og sagde at "Med sine karismatiske skuespillere formår ’Beginners’ at være underholdende og engagerende." I Berlingske Tidende gav Jacob Wendt Jensen filmen 5 ud af 6 stjerner og roste både Plummers skuespil og Mills' instruktion, og sagde at "sjældent har en så melankolsk film været så livsbekræftende. Morten Piil fra Dagbladet Information roste også Plummers skuespil, men sagde om filmen, at den var "snarere melankolsk end morsom."